# Marko Kolsi
Marko Kolsi (Vantaa, 20 gennaio 1985) è un ex calciatore finlandese, di ruolo centrocampista.

## Carriera
Sino al 2003 gioca nel Jokerit, nella Veikkausliiga, il massimo campionato calcistico finlandese. Messosi in luce nell'Under-21 finlandese, nel 2004 arriva a giocare nel campionato olandese con il Willem II, squadra con la quale disputa due stagioni.
Seguono esperienze in Slovenia.